# Station Bretoncelles
Station Bretoncelles is een spoorwegstation in de Franse gemeente Bretoncelles.